# Allidiostoma hirtum
Allidiostoma hirtum är en skalbaggsart som beskrevs av Ohaus 1910. Allidiostoma hirtum ingår i släktet Allidiostoma och familjen Hybosoridae. Inga underarter finns listade i Catalogue of Life.